# جریان سیال ذهن

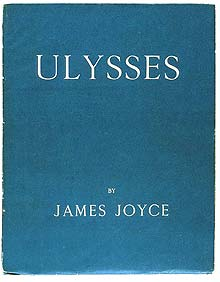
جریان سیال ذهن

جریان سیال ذهن/سیلان ذهن شکل خاصی از روایت داستان است؛ اصطلاح «جریان سیال ذهن» اولین بار در کتاب «اصول روان‌شناسی» اثر «ویلیام جیمز» در سال ۱۸۹۰ به کار برده شد. این اصطلاح، اولین بار در حوزهٔ نقد ادبی توسط «می سینکلر» در سال ۱۹۱۸ برای تحلیل رمانی از «دوروثی ریچاردسون» مورد استفاده قرار گرفت.که مشخصه‌های اصلی آن پرش‌های زمانی پی در پی، درهم‌ریختگی دستوری و نشانه‌گذاری، تبعیت از زمان ذهنی شخصیت داستان و گاه نوعی شاعرانگی در زبان است؛ که به دلیل انعکاس ذهنیات مرحلهٔ پیش از گفتار شخصیت رخ می‌دهد.
پرداختن به ذهن و ذهنیات شخصیت‌های داستانی، در ادبیات مغرب‌زمین سابقه‌ای طولانی دارد. با جست‌وجو در آثار بسیاری از نویسندگان پیش از قرن بیستم و حتی نویسندگان کلاسیک، می‌توان نمونه‌هایی را یافت که در آن‌ها سعی شده است محتویات ذهن شخصیت‌ها در داستان منعکس گردد و در این راه حتی برخی نویسندگان همچون تولستوی و داستایوفسکی چنان به سازوکار ذهن و سیر افکار در آن نزدیک شده‌اند که می‌توان قطعاتی از داستان‌های آنان را پیشرو تکنیک‌های مدرن داستان‌نویسی جریان سیال ذهن تلقی‌کرد.

## ساختار
نویسندگان جریان سیال ذهن برای انعکاس ذهنیات شخصیت‌های داستان، از شیوه‌های متعدد و متفاوتی استفاده کرده‌اند. مهم‌ترین این تکنیک‌ها عبارتند از تک گویی درونی مستقیم، تک گویی درونی‌غیرمستقیم، دیدگاه دانای کل و حدیث نفس.
تک‌گویی درونی شیوه‌ای از روایت است که در آن تجربیات درونی و عاطفی شخصیت‌های داستان، در سطوح مختلف ذهن در مرحلهٔ پیش از گفتار نمایانده می‌شوند. مقصود از سطح پیش از گفتار ذهن، لایه‌هایی از آگاهی است که به سطح ارتباطی (گفتاری یا نوشتاری) نمی‌رسد و برخلاف لایه‌های گفتار، دارای مبنای ارتباطی نیست. در لایه‌های گفتار، نظم و عقل و منطق و ترتیب زمانی حاکم است و گاهی محتویات ذهن در این لایه‌ها سانسور می‌شود اما در لایه‌های پیش از گفتار ذهن، نه ترتیب زمانی مطرح است، نه نظم منطقی و نه سانسور. (البته باید مراقب بود که سطح پیش از گفتار ذهن با ناخودآگاه یا ذهن ناهشیار اشتباه گرفته نشود. سطح پیش از گفتار نیز در بخش آگاه ذهن قرار دارد ولی محتویات آن عیناً در گفتار ما منعکس نمی‌شود) به دلیل گسیختگی افکار و تصاویر در این لایه از آگاهی، در تک گویی‌درونی با ترکیب‌های غیردستوری، عدم رعایت قواعد نحوی، پرهیز از نشانه‌گذاری درست، جملات وعبارات ناقص و… مواجه می‌شویم.
تک‌گویی درونی را به تک‌گویی درونی مستقیم و غیرمستقیم تقسیم‌بندی کرده‌اند. مبنای این‌تقسیم‌بندی نیز حضور یا عدم حضور نویسنده در داستان است. در تک گویی درونی مستقیم (Direct Interior Monologue)، فرض بر این است که نویسنده غایب است و تجربیات درونی شخصیت به‌طور مستقیم از ذهن او عرضه می‌شود؛ بنابراین خواننده نیازی به صحنه‌آرایی و راهنمایی نویسنده ندارد. اما در تک گویی درونی غیرمستقیم (Indirect Interior Monologue) نویسنده در داستان حضور دارد و همپای تک گویی درونی شخصیت حرکت می‌کند و ذهنیات او را به خواننده منتقل می‌کند. در این شیوه از تک گویی درونی نیز، نویسندهٔ دانای کل، محتویات لایه‌های پیش از گفتار را چنان ارائه می‌کند که گویی این مطالب مستقیماً از ذهن شخصیت ارائه می‌شوند. با این تفاوت که نویسنده مطالب را از زبان خود و با زاویه دید سوم شخص روایت می‌کند و گاهی توضیحاتی هم در مورد ذهنیات شخصیت می‌افزاید.
معروف‌ترین و هنرمندانه‌ترین قطعه‌ای که به شیوهٔ تک‌گویی درونی مستقیم نوشته شده است، بخش آخر رمان اولیس اثر جیمز جویس است. این قطعهٔ طولانی که چهل و پنج صفحه از رمان را دربرگرفته است و کتاب با آن به پایان می‌رسد مربوط به صحنه‌ای است که مالی بلوم، یکی از شخصیت‌های‌اصلی رمان در بستر دراز کشیده و بدون آن که هیچ محرک خارجی بر جریان افکار او اثر بگذارد، خاطرات و اندیشه‌ها و تداعی‌های ذهنش یکدیگر را در بر می‌گیرند و ادامه می‌یابند تا مالی کم‌کم به خواب می‌رود.
برخی از منتقدان، تک‌گویی درونی را مترادف با جریان سیال ذهن به کار می‌برند یا آن را اصطلاحی عام می‌دانند که شیوه‌های متعدد داستان‌های جریان سیال ذهن را شامل می‌شود، اما بیشتر صاحب‌نظران بر آنند که تک‌گویی درونی یکی از تکنیک‌های ارائه محتویات ذهن در داستان‌های جریان سیال ذهن است.
در رمان‌های جریان سیال ذهن، علاوه بر تک‌گویی درونی مستقیم و غیرمستقیم از شیوه‌های‌دیگری نیز استفاده می‌شود که هر چند کاربرد آن‌ها در ادبیات داستانی سابقه‌ای طولانی دارد، اما نویسندگان جریان سیال ذهن از آن‌ها استفاده خاصی می‌کنند. مهم‌ترین این شیوه‌ها، نوع خاصی از دیدگاه دانای کل و حدیث نفس است.
زمان در این نوع داستان‌ها به صورت غیر خطی است، یعنی ممکن است در یک پاراگراف جملاتی مبهم از زمانهای مختلف، بدون هیچ اشاره روشن‌کننده یا توضیحی از طرف نویسنده یا راوی، بیان شود. نویسنده ممکن است، بدون استفاده از نشانه‌گذاری مناسب، از صحنه‌ای به صحنهٔ دیگر، یا از اندیشه‌های کسی به سخنان کسی دیگر پریده و مجدداً به اول بازگردد. حتی راوی داستان نیز ممکن است تغییرکند.
از نویسندگان برجستهٔ این سبک می‌توان جیمز جویس، ویلیام فاکنر و ویرجینیا وولف را نام‌برد.

## رمان‌های بزرگ در این سبک
از نویسندگان خارجی:
- اولیس و شب عزای فینگن‌ها از جیمز جویس
- به سوی فانوس دریایی، خانم دالووی، خیزاب‌ها (امواج) از ویرجینیا وولف
- خشم و هیاهو از ویلیام فاکنر
- پدرو پارامو از خوان رولفو

از نویسندگان ایرانی:
- شازده احتجاب از هوشنگ گلشیری
- سنگ صبور از صادق چوبک
- شب هول از هرمز شهدادی
- دل دلدادگی از شهریار مندنی پور
- سمفونی مردگان از عباس معروفی
- قاعده بازی از فیروز زنوزی جلالی

## متن‌های نمونه این سبک
«عجب! گرمه‌پاییز هم رد شده سردهپاییز شده که من شاید دو سه تایش را بیشتر نبینم. شاید هم آخریش باشد این پاییز که حالا می‌بینم و بهتر، و دارد می‌رود روجا که رفته باشد برای همیشه از خانه‌مان و آدم اصلاً حواسش نیست که تابستان می‌رود، پاییز می‌رود، زمستان می‌آید و درخت بهتر از آدم حواسش است، برگش می‌ریزد چون حواسش هست، زیتونش می‌رسد چون حواسش هست… امو اره‌کشانیم… امو کوه‌گالشانیم… عمرش همین‌طور، توی تنه‌اش خط می‌اندازد که حواسش باشد… و من نبود حالا چند پاییز گذشته از من؟ چطور بدانم، بی‌سجل، بی‌خط، بی‌پسر که همی دخترم دارد می‌رود و بچه‌ام اسم یک مرد دیگری رویش می‌آید و مندا. آ می‌میرد بی‌پشت و بی‌نسل و ماتاو می‌میرد و فردا که بلند شویم روجا توی خانه نیست، یادش می‌رود و آن مرداک همیشک توی چشمش است و دیگر مال اوست ماتاو کشتیش. «اوروسی کرک» را کشتی که خونش را دیدم پای آلبالو، کله اش را… امو کوه‌گالشانیم… دانه‌فشانیم… و دارد می‌رود روجا، رفت اصلاً و ابداً، و نمک‌به‌حرامی رفت دختر بی که به من بگوید و دیگر نمی‌خواهم چشمم بهش بیفتد… ظلم، ظلم… نچین زیتون کال را که اصلاً و ابداً زندگی ظلم است، مردن است. بچة آدم که می‌آید مردن است، می‌رود مردن است، کو حالا تا «دخترزه» که سه‌باره مردن است و نمی‌خواهم باشم که ببینم نسل آن مرداک که غارتم کرد…‌های ماتاو، زنک بی‌عقل، دیدی چطور غارتمان کرد که کرد. روجا پس گردنم همیشه دوست داشت شانه کولم بنشیند دخترم آ… آ… آی تر کرد، بگیرش ببینم ازازیل را… چه چشمی می‌دراند برای من، بی‌چشم و رو دختره دیدی مندا. آ؟ اسم آن مرداک را که آوردی چه هارای کشید که حالا چه داری بدهی به من توی این ده خراب‌شده، این خانة خراب‌شده… و ظلم است، همه‌اش ظلم است، نسل ظلم است، دختر آدم ظلم است، زن آدم ظلم است… مثل یک دانه زیتون چیده شد رفت از کف، جان و پرم توی این راستا راه… دوغ، دوغ، دوشان دوغ. امو اره‌کشانیم… امو ماسه‌خوریم… دانه‌فشانیم. امو کوه‌گالشانیم… دوغ، دوغ، دوشان دوغ… نگاه چه مویی دارد سه‌روزه بچه… مارملی نامرد… خودم برایش گهواره می‌سازم. نگاه ماتاو! می‌خندد بچه، قند، قند، بخورم قند اناری، یک دانه انار، سرخ… سرخ اوروسی زیر آلبالو لته بده بهش ماتاو بگذارد به خشتکش؛ که چه می‌ترسد؟ تکلیف شده ماشاءالله! بگذار گریه کند که یادش برود گریه. دختر منداآ اشکش را نمی‌بیند کسی… چشم، چشم‌هاش، چشم خودم… حالا بنویس باران! باران نمی‌دانی چیه؟ همان وارش… آنهایی که کتاب می‌نویسند، توی کتاب می‌نویسند باران. به گور پدرشان که نمی‌دانم که چرا نمی‌نویسند وارش، ریشه کاسنی شبنم و نسیم صبح بخورده… کاسنی بده بخورد تب دارد دختر… گلم که قد و بالایش را ندارد کسی… رفت، قد و استخوانش به من رفته، گوشت پر و رنگش به ماتاو رفته و رفت. رفت «موله‌زای»... بگو بچهٔ کیه شش پستان خانم؟ من که بچه‌ام نشد دیگر، پس یعنی هیچ وقت بچه‌ام نمی‌شده می‌کشمت تا بگویی… بگو که این همه تا سالان ندانستم و همیشک تو گمانم بود و دیگر چه فرقی می‌کند و اگر نبود، اگر «موله‌زای» نبود این کار را نمی‌کرد با من، این حرام‌لقمگی و نگفتی ماتاو و نکشتمت تا رفت… سیاه بخت شوی دختر که دیگر نمی‌بینمت سوار آن ماشین که شده‌ای… و من بلایی سرت بیاورم وروره جادو که…» (دل دلدادگی، شهریار مندنی‌پور، ۲۵۲–۲۵۴)